# Sylvain Marveaux
Sylvain Marveaux (* 15. April 1986 in Vannes, Département Morbihan) ist ein französischer Fußballspieler.

## Karriere

### Verein
Sylvain Marveaux begann 1992 beim AS Ménimur mit dem Fußball. 1999 wechselte er in die Jugend des OC Vannes, um 2001 in die Jugend von Stade Rennes zu wechseln.
Sein Profidebüt gab er am 5. August 2006, als er beim 1:2 gegen den OSC Lille in der Anfangself stand. Ein Stammplatz sollte ihm in der Folge jedoch verwehrt bleiben. Zwar kam er zu 28 Einsätzen und fünf Treffern, jedoch spielte er nur zwei Mal vom Anfang bis zum Ende. In der Folgesaison blieb ihn auch ein Stammplatz verwehrt. In 24 Einsätzen spielte er nur drei Mal vom Anfang bis zum Ende der Partie. Immerhin konnte er auch seine ersten Auftritte im Europapokal feiern (Stade Rennes spielte in jener Saison im UEFA-Pokal 2007/08).
2008/09 kam Marveaux gar nur zu vier Einsätzen. Erst in den letzten drei Partien spielte er 90 Minuten. Marveaux erreichte immerhin mit Stade Rennes das Finale des französischen Fußballpokals. Hierbei unterlag die mit 1:2 gegen den Zweitligisten EA Guingamp. Marveaux selbst blieb ein Einsatz im Finale verwehrt.
Marveaux erreichte in der Folgesaison auch nur Phasenweise einen Stammplatz. In 35 Partien spielte er nur 15 Mal vom Anfang bis zum Ende des Spiels. Nach zehn Einsätzen in der Folgesaison verließ Marveaux Stade Rennes und wechselte ins Ausland. Marveaux unterschrieb beim englischen Premier-League-Verein Newcastle United. Sein Debüt in der Premier League gab er am 12. September 2011, als er am vierten Spieltag, gegen Queens Park Rangers, in der 82. Minute für Leon Best eingewechselt wurde. In der Saison 2015/16 spielte er auf Leihbasis für EA Guingamp in der Ligue 1.
2016 folgte dann der Wechsel zurück nach Frankreich zum FC Lorient. Im Januar 2019 wurde er bis zum Saisonende an den Zweitligisten AS Nancy verliehen. Im Sommer 2021 verließ er Lorient und wechselte ablösefrei in die Vereinigten Staaten zu Charlotte Independence. Dort blieb er bis Dezember, seitdem ist er vereinslos.

### Nationalmannschaft
Seit der U-16 spielt Marveaux für die U-Nationalmannschaften Frankreichs. Sein Debüt für die U-21 gab er am 14. November 2006, als er bei der 2:4-Niederlage in Schweden über 90 Minuten zum Einsatz kam. Sein letztes Länderspiel machte er am 19. August 2008, als er beim 2:2-Unentschieden, gegen die Slowakei, in der Anfangself stand, jedoch nach acht Minuten durch Dimitri Payet ersetzt wurde. Insgesamt kann er auf elf Einsätze (4 Tore) für die U-21 zurückblicken.

## Familie
Die Eltern von Sylvain Marveaux stammen aus der Überseeregion Martinique. Sie waren vor der Geburt von Sylvain Marveaux nach Metropolitanfrankreich (Festlandfrankreich) eingewandert. Sylvain Marveaux kam 1986 in Vannes (Bretagne) zur Welt.
Sein älterer Bruder Joris Marveaux (* 15. August 1982) ist ebenfalls Fußballprofi und spielt seit 2017 für den korsischen Verein GFC Ajaccio.